# Karen Messing
Karen Messing, née à Springfield (Massachusetts) le 2 février 1943, est une ergonome et une généticienne québécoise professeure émérite à l'UQAM.
Karen Messing publie de nombreux ouvrages sur le sujet des atteintes à la santé au travail des femmes, dont  Deuxième corps, deuxième rôle, deuxième santé : le choix forcé entre égalité et santé des femmes au travail. Elle contribue également à la création de la Charte québécoise de la santé et de la sécurité du travail, qui protège les travailleurs contre les risques liés au travail. Sa recherche a eu un impact significatif sur les politiques et les pratiques en matière de santé au travail, notamment pour les femmes.

## Formation et carrière
Elle obtient son baccalauréat avec mention honorifique en rapports sociaux à l'Université Harvard en 1963. À l'automne de la même année, elle lit La Femme mystifiée de Betty Friedan et réalise que les femmes peuvent être chercheuses en sciences naturelles. Elle prend par la suite des cours du soir en physique, chimie et biologie. Elle déménage à Montréal en 1965 et étudie la chimie à l'Université McGill. Elle quitte après un an et elle entreprend de 1967 à 1970, toujours à McGill, une maîtrise en génétique des mouches à fruit sous la direction de John Southin. En 1971, elle poursuit ses études à McGill en génétique moléculaire des organismes inférieurs et obtient son doctorat en biologie en 1975. Elle suit une formation en ergonomie au Conservatoire national des arts et métiers en 1990 et 1991.
Elle est engagée comme professeure à l'Université du Québec à Montréal (UQAM) en 1976 au département des sciences biologiques. En 1990, elle cofonde avec Donna Mergler le Centre de recherche interdisciplinaire sur la biologie, la santé, la société et l'environnement (Cinbiose) dont elle sera directrice de 1990 à 1995, puis de 2000 à 2003.
De 1999 à 2001, elle sera directrice du programme d’études supérieures en ergonomie de l'UQAM. Elle préside le Comité technique sur le genre et le travail (Technical Committee on Gender and Work) de l'International Ergonomics Association de 2006 à 2010, puis est coprésidente de 2011 à 2015.

## Domaine de recherche
Dans les années 1970, l'UQAM met en place son Service aux collectivités (SAC) afin de répondre à des besoins de formation et de recherche de « groupes sociaux non traditionnellement desservis par les universités ». Un groupe de travailleurs syndiqués, craignant d'être exposés à des poussières radioactives, font appel au SAC qui les réfère à Karen Messing. Elle sera dans un premier temps appelée à faire une étude sur ces ouvriers d'une raffinerie de phosphate qui auraient été exposés à une source d'émission radioactive.
Dans la décennie suivante, elle étudie les gènes endommagés des travailleurs. Elle a une approche multidisciplinaire pour les conditions reliées à la santé, et elle implique directement les travailleurs et les travailleuses à ses travaux de recherche. 
Elle développe dans les années suivantes, en compagnie de Donna Mergler, un programme de recherche en santé au travail et en santé environnementale avec la participation des groupes communautaires, ce qui mena à la fondation du centre de recherche Cinbiose en 1990.
À la suite de sa formation en ergonomie, elle fonde, avec Katherine Lippel, l'équipe l'Invisible qui fait mal, qui effectue des recherches sur la santé des femmes au travail en partenariat avec les trois principales centrales syndicales du Québec (FTQ, CSN et CSQ)).
De 1993 à 2010, elle s'attarde plus spécifiquement aux problèmes touchant les femmes au travail, en travaillant notamment avec l'équipe interdisciplinaire L’invisible qui fait mal.
Elle prend sa retraite de sa carrière d'enseignante en 2008 et est nommée professeure émérite en 2012.

## Publications

### Articles scientifiques
- Articles scientifiques sur PubMed
- Page de Karen Messing à l'UQAM (voir sous l'onglet « Publications », section « Articles scientifiques »).

### Livres
1. Messing, K. (2021) Le deuxième corps. Femmes au travail, de la honte à la solidarité.  [traduit de l'anglais par Geneviève Boulanger, titre original : Bent out of shape: Shame, Solidarity, and Women's Bodies at Work] Montréal. Écosociété. 279 pages.
2. Messing, K. (2017) Invisible suffering : for a science that listen to workers' voices  [en coréen, traduit par Inah Kim]. Dongnyok Press, Séoul, Corée du Sud.
3. Messing, K. (2016) Les souffrances invisibles : Pour une science à l’écoute des gens [traduit par Marianne Champagne] (Écosociété, 2016). Avec mise à jour et nouvelle conclusion par l'auteure.
4. Messing, K. (2014) Pain and Prejudice: What Science Can Learn about Work from the People Who Do It.   BTL Books, Toronto. Finaliste (“short list”) pour le Prix Science and Society de la Canadian Science Writers Association.
5. Messing, K., Ostlin, P. (2006)  Gender Equality, Work and Health : A Review Of The Evidence, Organisation mondiale de la santé, Genève
6. Messing, K. (2000) La santé des travailleuses: La science est-elle aveugle?  traduction et mise à jour de One-eyed Science.  Éditions du remue-ménage (Montréal) avec Octarès (Toulouse).
7. Messing, K. (dir.) (1999) Comprendre le travail des femmes pour le transformer. Bruxelles:  Institut syndical européen pour la recherche, la formation et la santé-sécurité. (Integrating Gender in Ergonomic Analysis. Brussels: Trades Union Technical Bureau, European Economic Community; Compreender o trabalho das mulheres para o transformar.  Lisboa: Commissao para a igualdade no trabalho e no emprego (CITE); Comprendere il lavoro delle donne per trasformarlo.  Roma: Istituto Superiore per la Prevenzione e la Sicurezza del Lavoro (ISPESL); Ensomatosi tou fylou stin Ergonomiki Analisi. Stratigikes gia tin metekseliksi tis Ergasias ton Gynaikon Athènes: EDEM; El trabajo de las mujeres: Comprender para transformar.  Madrid:  Catarata.)
8. Kilbom, A., Messing, K., Thorbjornsson, C. (eds.) (1998)  Women's Health at Work/ Yrkesarbetande kvinnors hälsa.  National Institute for Working Life, Sweden. Disponible au
9. Messing, K. (1998).  One-eyed Science:  Occupational Health and Women Workers.  Philadelphia:  Temple University Press.
10. Messing, K., Seifert, Ana Maria, Escalona, Evelin. (1996)  La minute de 120 secondes:  Analyse du travail des enseignantes de niveau primaire.  Québec: Centrale de l'enseignement du Québec. Traduit en espagnol et en basque par les syndicats d’enseignement de l’Espagne.
11. Messing, K., Neis, B. and Dumais, L. (eds.)  (1995)  Invisible:  Issues in Women's Occupational Health and Safety/Invisible:  La santé des travailleuses.  Charlottetown, PEI:  Gynergy Books.
12. Messing, K. (1991).  Occupational Health and Safety Concerns of Canadian Women:  A review/Santé et sécurité des travailleuses:  un document de base.  Labour Canada   110 pages.
13. Messing, K., Simoneau, S., Vanier, D. (1990).  Les radiations en milieu de travail.  Comité conjoint UQAM-CSN-FTQ. 84 pages.

## Prix et distinctions

Galon des officiers de l'Ordre du Canada

- 2019 Nommée officière de l'Ordre du Canada pour ses « recherches novatrices sur l’ergonomie des conditions de travail, en particulier en ce qui a trait à la santé des femmes »[9].
- 2019 - Avec Donna Mergler, parmi les portraits des vingt-et-une Montréalaises exceptionnelles qui se démarquent sur les plans social, scientifique et culturel[10]
- 2014 - Prix William P. Yant Award, American Industrial Hygiene Association(en), “for outstanding contributions to the industrial hygiene profession”[11]
- 2009 - Prix du Gouverneur général en commémoration de l’affaire « personne »[12]
- 2009 - Certificat de mérite de « Chercheuse pionnière » ayant contribué à la promotion de la recherche francophone sur les femmes en sciences techniques informatique et mathématique par l'Association de la francophonie à propos des femmes en sciences, technologies, ingénierie et mathématiques (AFFESTIM)[13]
- 2001-2006 - Bourse de chercheuse chevronnée, Institut de recherche en santé du Canada[1]
- 1995-1997 - Bourse d'excellence, Conseil québécois de la recherche sociale[1]
- 1994 - Femme de mérite (Science et technologie) décerné par le YWCA (avec Donna Mergler)[14]
- 1994 - Femme de l'année (Environnement), Salon de la femme du Québec (avec Donna Mergler)
- 1993 - Prix Acfas Jacques-Rousseau pour la recherche interdisciplinaire de l'ACFAS[15]
- 1990 - Prix Muriel Duckworth accordé par l'Institut canadien de recherches sur les femmes à l'équipe dirigée par Karen Messing and Donna Mergler[1].